# Треместієрі-Етнео
Треместієрі-Етнео (італ. Tremestieri Etneo, сиц. Trimmisteri) — муніципалітет в Італії, у регіоні Сицилія,  метрополійне місто Катанія.
Треместієрі-Етнео розташоване на відстані близько 530 км на південний схід від Рима, 165 км на схід від Палермо, 8 км на північ від Катанії.
Населення — 20 686 осіб (2014).
Щорічний фестиваль відбувається 4 грудня. Покровитель — Santa Barbara.

## Демографія
Населення за роками:

Станом на 1 січня 2023 року в муніципалітеті офіційно проживали 203 іноземці з 48 країн, серед них 60 громадян країн Євросоюзу та 4 громадяни України.

## Сусідні муніципалітети
- Катанія
- Гравіна-ді-Катанія
- Маскалучія
- Педара
- Сан-Джованні-ла-Пунта
- Сан-Грегоріо-ді-Катанія
- Сант'Агата-лі-Баттіаті